# Liste der Monuments historiques in Barby (Ardennes)
Die Liste der Monuments historiques in Barby führt die Monuments historiques in der französischen Gemeinde Barby auf.

## Liste der Objekte
| Bezeichnung                                                         | Beschreibung                                                                            | Standort                              | Kennzeichnung | Schutzstatus | Datum | Bild |
| ------------------------------------------------------------------- | --------------------------------------------------------------------------------------- | ------------------------------------- | ------------- | ------------ | ----- | ---- |
| Kirchengestühl                                                      | Eichenholz, Anfang des 19. Jahrhunderts                                                 | in der Kirche St-Jean-Baptiste (Lage) | PM08000939    | Inscrit      | 1976  |      |
| Skulptur Madonna mit Kind                                           | Holz, farbig gefasst und vergoldet, 19. Jahrhundert; verschwunden                       | in der Kirche St-Jean-Baptiste (Lage) | PM08000936    | Inscrit      | 1976  |      |
| Kanzel                                                              | Holz, 18. und 19. Jahrhundert                                                           | in der Kirche St-Jean-Baptiste (Lage) | PM08000938    | Inscrit      | 1976  |      |
| Gedenktafel für Jean de Gerson                                      | Marmor, vergoldet, Kalkstein, bezeichnet 1881                                           | in der Kirche St-Jean-Baptiste (Lage) | PM08000940    | Inscrit      | 1976  |      |
| Gemälde Jean de Gerson                                              | Ölfarbe auf Leinwand, 19. Jahrhundert                                                   | in der Kirche St-Jean-Baptiste (Lage) | PM08000942    | Inscrit      | 1976  |      |
| Büste von Jean de Gerson                                            | Marmor, 1884 von Joseph Félon                                                           | in der Kirche St-Jean-Baptiste (Lage) | PM08000941    | Inscrit      | 1976  |      |
| Skulptur Heiliger Hubertus                                          | Stein, 17. Jahrhundert; während des Ersten Weltkriegs verschwunden, vermutlich zerstört | in der Kirche St-Jean-Baptiste (Lage) | PM08000052    | Classé       | 1911  |      |
| Skulptur Johannes der Täufer                                        | Holz, 17. Jahrhundert                                                                   | in der Kirche St-Jean-Baptiste (Lage) | PM08000053    | Classé       | 1911  |      |
| Skulptur Heilige Barbara                                            | Stein, 16. Jahrhundert                                                                  | in der Kirche St-Jean-Baptiste (Lage) | PM08000054    | Classé       | 1911  |      |
| Gemälde Enthauptung von Johannes dem Täufer                         | Ölfarbe auf Holz, Ende des 15. Jahrhunderts                                             | in der Kirche St-Jean-Baptiste (Lage) | PM08000056    | Classé       | 1911  |      |
| Epitaph für Elisabeth la Chardenière                                | Stein, um 1401                                                                          | in der Kirche St-Jean-Baptiste (Lage) | PM08000051    | Classé       | 1908  |      |
| Altar                                                               | Altartisch und Retabel; Stein, Ende des 15. Jahrhunderts                                | in der Kirche St-Jean-Baptiste (Lage) | PM08000055    | Classé       | 1911  |      |
| Drei Skulpturen: Pietà, Johannes der Täufer und Johannes Evangelist | Stein, Ende des 15. Jahrhunderts                                                        | in der Kirche St-Jean-Baptiste (Lage) | PM08000057    | Classé       | 1911  |      |
| Taufbecken                                                          | Stein, 15. Jahrhundert                                                                  | in der Kirche St-Jean-Baptiste (Lage) | PM08000058    | Classé       | 1911  |      |
| Skulptur Paulus                                                     | Holz, farbig gefasst, 18. Jahrhundert                                                   | in der Kirche St-Jean-Baptiste (Lage) | PM08000937    | Inscrit      | 1976  |      |